# Cipura gigas
Cipura gigas là một loài thực vật có hoa trong họ Diên vĩ. Loài này được Celis, Goldblatt & Betancur mô tả khoa học đầu tiên năm 2003.